# Mark Galperin
Mark Galperin (* 1968/1969) je ruský opoziční politik. Je jedním z předáků koalice demokratů a části nacionalistů, kteří se sdružili pod názvem Nová opozice. Cílem hnutí je změna režimu v Rusku.
Dne 7. února 2017 byl zatčen, hrozí mu obvinění z extremismu a nepovoleného shromažďování.

## Politické postoje
Galperin každou neděli organizuje tzv. procházky Nové opozice po Moskvě a desítkách dalších ruských měst. Jde o formu sdružování vyvolanou skutečností, že úřady nepovolují mítinky a policie rozhání demonstrace.
Cílem jeho aktivit je změna režimu revolucí nebo povstáním. Není už podle něj možné změnit jej ve volbách, protože jsou zmanipulované a opozičním kandidátům se pomocí smyšlených obvinění brání v politickém angažmá.
V lednu 2015 byl Galperin odsouzen ke 38 dnům vězení za účast na protestech. Při prvním z nich stál blízko Kremlu s transparentem „Je suis Charlie“, aby vyjádřil solidaritu s oběťmi útoku na redakci časopisu Charlie Hebdo v Paříži. O týden později byl zadržen na shromáždění na podporu opozičního lídra Alexeje Navalného.